# Lugo-di-Nazza
Lugo-di-Nazza (korsisch Lugu di Nazza; italienisch Lugo di Nazza) ist eine Gemeinde auf der französischen Insel Korsika. Sie gehört zum Département Haute-Corse, zum Arrondissement Corte und zum Kanton Fiumorbo-Castello. Sie grenzt im Norden und Westen an Ghisoni, im Osten an Ghisonaccia und im Süden an Poggio-di-Nazza.
Die Bewohner nennen sich Luchesi. Das Siedlungsgebiet liegt durchschnittlich auf 420 Metern über dem Meeresspiegel.

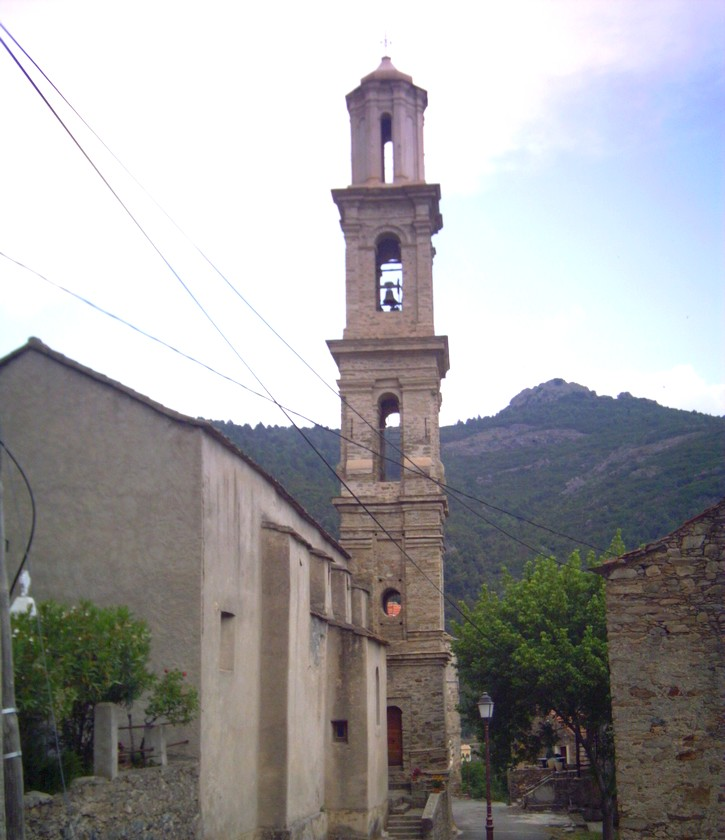
Dorfkirche

## Bevölkerungsentwicklung
| Jahr      | 1962 | 1968 | 1975 | 1982 | 1990 | 1999 | 2008 | 2012 |
| --------- | ---- | ---- | ---- | ---- | ---- | ---- | ---- | ---- |
| Einwohner | 116  | 105  | 90   | 100  | 105  | 103  | 112  | 115  |